# Klodnitzkanal

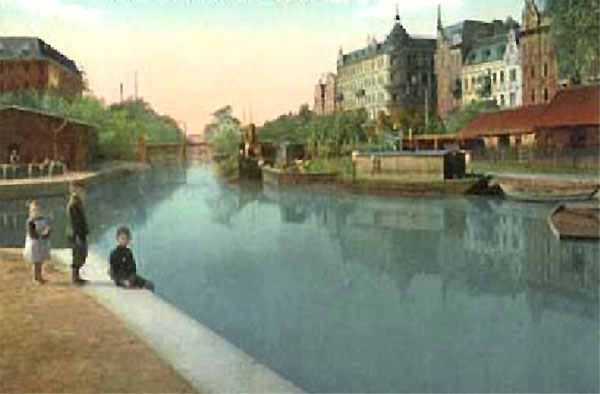
Der alte Hafen in Gleiwitz

Der Klodnitzkanal (poln. Kanał Kłodnicki) wurde in den Jahren 1792 bis 1812 angelegt als Wasserstraße zwischen den Städten Zabrze, Gleiwitz und Cosel nach Prinzipien des schottischen Ingenieurs John Baildon (1772–1846). Der künstliche Wasserweg verband die Flüsse Klodnitz und Oder auf einer Länge von etwa 46 km bei einem Höhenunterschied von etwa 49 m und einer Breite von 12 m.

## Geschichte
Nach dem gegen Ende des 18. Jahrhunderts einsetzenden Aufblühen des Steinkohlen- und Erzbergbaus sowie des Hüttenwesens im Oberschlesischen Revier bestand ein dringender Bedarf einer Anbindung zur Oder, um die Produkte auf dem Wasserweg transportieren zu können. Da die Klodnitz nicht schiffbar war, entschied man sich für den Bau eines Kanals neben dem Fluss. Die Planung für diesen Kanal begann 1788. Berghauptmann Friedrich Wilhelm Graf von Reden, der die Kanäle und Schleusen in England kannte und Baildon sowie andere englische Fachkräfte nach Oberschlesien holte, legte die Denkschrift „Ueber Kanäle und Schiffbarmachung der Flüsse, nach den in England durch Erfahrungen bestätigten Grundsätzen“ zur Planung vor, in der er forderte, eine eigene Kanalsohle zu schaffen und nicht das Flussbett der Klodnitz zu nutzen. Im selben Jahr wurde das von Minister Karl Georg von Hoym geförderte Bauvorhaben genehmigt. 1792–1812 wurde der Kanal nach Plänen von Reden und des Oberteichinspektors Promnitz († 1809) erbaut. Doch erlaubten die Tiefe des Kanals und die Gestaltung der Schleusen nur die Verwendung von Schiffen bis zu 50 t Traglast. Für größere Schiffe, die z. B. auf dem Finowkanal verkehren konnten, war der Klodnitzkanal nicht passierbar.
Eine erste Schleuse, die vor allem dem Warenumschlag auf die Oderschiffe diente, befand sich in Klodnitz. An der zweiten und dritten Schleuse in Kandrzin-Pogorzelletz erfolgte das Einlegen des Floßholzes aus den nahen oberschlesischen Wäldern.
Wichtig war der Kanal vor allem für die 1791 gegründete Königin-Luise-Grube in Zabrze sowie das 1797 gegründete Eisenwerk Königshütte, das der heutigen Stadt Chorzów ihren früheren Namen gab.
Mit der Anbindung des Oberschlesischen Reviers an die Eisenbahn ging die Bedeutung des Kanals rapide zurück. Wurde 1847 noch eine Gütermenge von 70.000 t auf dem Kanal verschifft, so waren dies 1865 nur noch 4.400 t. Zwischen 1888 und 1893 wurde der Kanal noch einmal ausgebaut, so dass nun die Passage von Schiffen bis zu 100 t Last und mit 1,20 m Tiefgang möglich wurde. 1897 wurden etwa 50.000 t transportiert, doch erlangte der Kanal seine anfängliche Bedeutung nie wieder. Im Jahr 1916 wurde wegen des Endes der Förderung im Königin-Luise-Stollen der Abschnitt des Kanals, der Gleiwitz mit Zabrze verbindet, zugeschüttet.
Der Klodnitzkanal wurde in seiner Funktion durch den in den Jahren 1934 bis 1939 ausgebauten Gleiwitzer Kanal ersetzt.